# Súper 10 1993
El Super 10 1993 fue la primera edición del Super 10.

## Modo de disputa
El torneo se disputó con el sistema de todos contra todos a una serie. Cada partido dura 80 minutos divididos en dos partes de 40 minutos.
Los diez participantes se agruparon en dos grupos, el ganador de cada uno disputó la final por el título.

### Puntuación
Teniendo en cuenta los resultados de los partidos, los puntos se repartieron:
- 4 puntos por victoria.
- 2 puntos por empate.
- 0 puntos por derrota.

También se otorgó punto bonus defensivo:
- 1 punto por derrota por siete o menos tantos.

## Grupo A
| Pos. | Equipo          | Encuentros | Encuentros | Encuentros | Encuentros | Tantos | Tantos | Tantos | PB | PB | Puntos |
| Pos. | Equipo          | PJ         | PG         | PE         | PP         | F      | C      | Dif    | BO | BD | Puntos |
| ---- | --------------- | ---------- | ---------- | ---------- | ---------- | ------ | ------ | ------ | -- | -- | ------ |
| 1.º  | Auckland        | 4          | 4          | 0          | 0          | 125    | 59     | +66    | 0  | 0  | 16     |
| 2.º  | Natal           | 4          | 3          | 0          | 1          | 129    | 63     | +66    | 0  | 0  | 12     |
| 3.º  | Samoa           | 4          | 2          | 0          | 2          | 80     | 113    | −33    | 0  | 0  | 8      |
| 4.º  | Queensland Reds | 4          | 1          | 0          | 3          | 75     | 89     | −14    | 0  | 1  | 5      |
| 5.º  | Otago           | 4          | 0          | 0          | 4          | 63     | 148    | −85    | 0  | 0  | 0      |

## Grupo B
| Pos. | Equipo             | Encuentros | Encuentros | Encuentros | Encuentros | Tantos | Tantos | Tantos | PB | PB | Puntos |
| Pos. | Equipo             | PJ         | PG         | PE         | PP         | F      | C      | Dif    | BO | BD | Puntos |
| ---- | ------------------ | ---------- | ---------- | ---------- | ---------- | ------ | ------ | ------ | -- | -- | ------ |
| 1.º  | Transvaal          | 4          | 4          | 0          | 0          | 121    | 53     | +68    | 0  | 0  | 16     |
| 2.º  | New South Wales    | 4          | 2          | 0          | 2          | 57     | 84     | −27    | 0  | 1  | 9      |
| 3.º  | Northern Transvaal | 4          | 2          | 0          | 2          | 109    | 109    | 0      | 0  | 0  | 8      |
| 4.º  | North Harbour      | 4          | 1          | 0          | 3          | 82     | 99     | −17    | 0  | 2  | 6      |
| 5.º  | Waikato            | 4          | 1          | 0          | 3          | 75     | 99     | −24    | 0  | 0  | 5      |

## Final
| 22 de mayo de 1993 | Transvaal                                                              | 20 – 17 | Auckland RFU                                               | Estadio Ellis Park, Johannesburgo                   |                                                     |
|                    | Tries Schmidt (2) Pienaar Conversiones Van Resburg Penales Van Resburg |         | Tries Tuigamala Stensness Conversiones Fox (2) Penales Fox | Asistencia: ? espectadores Árbitro(s): Freek Burger | Asistencia: ? espectadores Árbitro(s): Freek Burger |